# تلکام تی‌وی
تلکام تی‌وی (انگلیسی: Telekom TV) شرکت مخابرات رومانیایی است، که در سال ۲۰۰۶ توسط شرکت تلکوم رومانیا تأسیس شد.